# الیمپوس ئی-۴۰۰

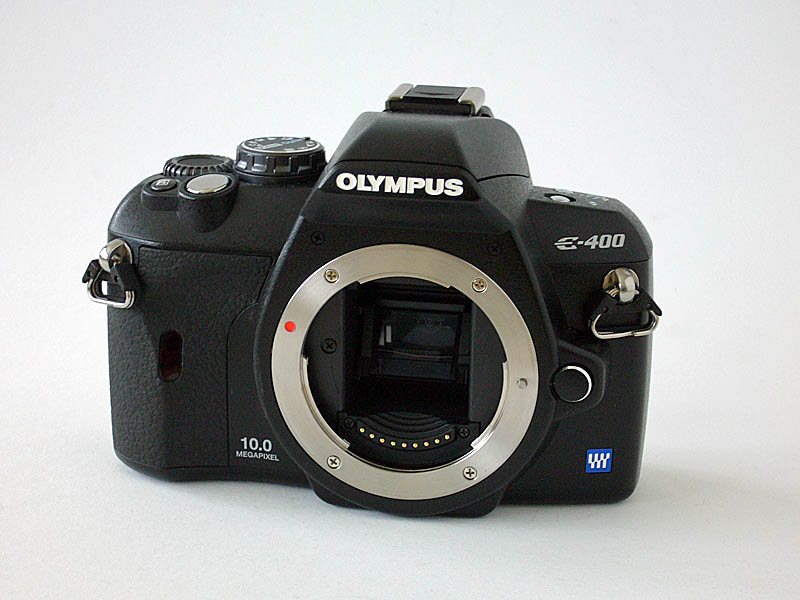
دوربین الیمپوس ای-۴۰۰ از نمای روبرو

الیمپوس ای-۴۰۰ (به انگلیسی: Olympus E-400) یک دوربین عکاسی ساخت شرکت الیمپوس است.